# Ion Albeșteanu
Ion N. Șerban (n. 27 septembrie 1932 Slobozia, jud. Ialomița, - d. 30 august 1997 Fierbinți, jud. Ialomița), mai bine cunoscut ca Ion Albeșteanu a fost un cunoscut violonist și lăutar virtuoz din România.

## Biografie
S-a născut în 1932 la Slobozia, jud. Ialomița, fiul cobzarului Nicolae Șerban. Din 1939, începe să învețe vioara instruit de fratele său, Ionică Șerban.
În 1953 este numit dirijor al Ansamblului „Bărăganul” din Slobozia. În perioada 1953 - 1964 a obținut numeroase premii și titluri de laureat la festivaluri și concursuri de folclor.
În 1964, orchestra „Bărăganul”, condusa de Ion Albeșteanu, participă la Festivalul Internațional de Folclor de la Cairo, unde obține premiul I și Diploma de onoare a primului festival internațional de acest gen.
Tot în 1964 începe să înregistreze la Radio și Televiziune, alături de soția sa Tița Ștefan, dar și să fie editat pe disc de către Electrecord, succesele sale culminând în 1965 fiind numit dirijorul proaspăt înființatei secții de folclor a Teatrului de Estrada „Ion Vasilescu”, realizând o serie de spectacole la granița între cafe-concert și folclor, așa-numita „estradă folclorică”.
În perioada 1968 - 1971 lucrează în cadrul Filarmonicii „George Dima” din Brașov, ca dirijor al orchestrei de muzică populară „Miorița”. Lucrează în paralel cu mai multe formații artistice de amatori din Brașov cu care participă la diverse festivaluri în țară și în străinătate.
Cu formația „Poenița” câștigă în 1971 cel mai important trofeu internațional care se acordă în materie de folclor - „Discul de Aur” al Academiei „Charles Cros”, din Franța, la a XXV-a ediție a Festivalului de Toamnă de la Dijon.
Din 1970 începe să colaboreze cu cântăreața Romica Puceanu, iar în perioada 1971-1975, înregistrează discuri cu cobzarul Marin Cotoanță, acordeoniștii Marcel Budală, Gheorghe Ghițică sau Victor Gore.
În 1994 artistul participă la un spectacol „Tezaur folcloric” prezentat de Marioara Murărescu. Acolo Ion Albeșteanu interpretează 4 melodii și anume: Pe valea Neajlovului, La calu' bălan, Spune, spune moș bătrân și Ursitoare, ursitoare, melodii cântate și înregistrate mai târziu în Franța la Paris pe doua discuri.
Moare în 1997.
În cinstea lui a fost înființat Festivalul Național de Folclor Ion Albeșteanu, ce se desfășoară în Slobozia.